# Nicholas Addlery
Nicholas Duane Addlery (Kingston, 7 dicembre 1981) è un ex calciatore giamaicano, di ruolo attaccante.

## Carriera

### Club
Dopo aver militato dal 1999 al 2002 nella squadra universitaria dei California Vulcans, si trasferisce nel campionato di Trinidad & Tobago, dove, tra il 2003 e il 2005 gioca con gli Starword Strikers e il San Juan Jabloteh. Nel 2006 passa al Dong Nai, squadra vietnamita, raccogliendo solamente 5 presenze e 2 gol.
Nel 2007 gioca in MLS, tra le file del D.C. United, vincendo a fine stagione l'MLS Supporters' Shield. Passa nel 2008 al Vancouver Whitecaps, militante in USL First Division. Conclude la stagione con 4 gol in 27 presenze e con la vittoria del campionato.
Tra il 2009 e il 2012 gioca con i Puerto Rico Islanders, club di NASL. Colleziona complessivamente 32 gol in 82 presenze in campionato, diventando il miglior marcatore nella storia del club ed esordendo anche in CONCACAF Champions League . Tra il 2009 e il 2010 disputa inoltre alcune partite con l'Águila, club salvadoregno.
Chiude la carriera a fine 2013, dopo aver disputato l'ultima stagione nei Carolina RailHawks.

### Nazionale
Fa il proprio esordio con la Giamaica il 23 maggio 2009 in occasione dell'amichevole contro Haiti, match conclusosi 2-2, dove sigla anche il suo primo ed unico gol in nazionale.
Partecipa alla Gold Cup del 2009, dove gioca due spezzoni di partita contro Costa Rica ed El Salvador.
Chiude la propria esperienza in nazionale nel 2010 totalizzando complessivamente 6 presenze ed 1 gol.

## Statistiche

### Cronologia presenze e reti in Nazionale
| Cronologia completa delle presenze e delle reti in nazionale ― Giamaica | Cronologia completa delle presenze e delle reti in nazionale ― Giamaica | Cronologia completa delle presenze e delle reti in nazionale ― Giamaica | Cronologia completa delle presenze e delle reti in nazionale ― Giamaica | Cronologia completa delle presenze e delle reti in nazionale ― Giamaica | Cronologia completa delle presenze e delle reti in nazionale ― Giamaica | Cronologia completa delle presenze e delle reti in nazionale ― Giamaica | Cronologia completa delle presenze e delle reti in nazionale ― Giamaica |
| Data                                                                    | Città                                                                   | In casa                                                                 | Risultato                                                               | Ospiti                                                                  | Competizione                                                            | Reti                                                                    | Note                                                                    |
| ----------------------------------------------------------------------- | ----------------------------------------------------------------------- | ----------------------------------------------------------------------- | ----------------------------------------------------------------------- | ----------------------------------------------------------------------- | ----------------------------------------------------------------------- | ----------------------------------------------------------------------- | ----------------------------------------------------------------------- |
| 23-5-2009                                                               | Miami                                                                   | Giamaica                                                                | 2 – 2                                                                   | Haiti                                                                   | Amichevole                                                              | 1                                                                       |                                                                         |
| 30-5-2009                                                               | Washington                                                              | Giamaica                                                                | 0 – 0                                                                   | El Salvador                                                             | Amichevole                                                              | -                                                                       | 67’                                                                     |
| 7-6-2009                                                                | Kingston                                                                | Giamaica                                                                | 3 – 2                                                                   | Panama                                                                  | Amichevole                                                              | -                                                                       | 67’                                                                     |
| 8-7-2009                                                                | Columbus                                                                | Giamaica                                                                | 0 – 1                                                                   | Costa Rica                                                              | Gold Cup 2009 - 1º turno                                                | -                                                                       | 46’                                                                     |
| 11-7-2009                                                               | Miami                                                                   | El Salvador                                                             | 0 – 1                                                                   | Giamaica                                                                | Gold Cup 2009 - 1º turno                                                | -                                                                       | 78’                                                                     |
| 8-9-2010                                                                | Fort Lauderdale                                                         | Giamaica                                                                | 1 – 2                                                                   | Perù                                                                    | Amichevole                                                              | -                                                                       | 67’                                                                     |
| Totale                                                                  |                                                                         | Presenze                                                                | 6                                                                       |                                                                         | Reti                                                                    | 1                                                                       |                                                                         |

## Palmarès

### Club

#### Competizioni nazionali
- MLS Supporters' Shield: 1

D.C. United: 2007
- USL First Division: 1

Vancouver Whitecaps: 2008
- USSF Division 2 Pro League: 1

Puerto Rico Islanders: 2010

#### Competizioni internazionali
- Campionato per club CFU: 2

Puerto Rico Islanders: 2010, 2011